# Alfabet maltański
Alfabet maltański – alfabet oparty na alfabecie łacińskim, służący do zapisu języka maltańskiego. Składa się z następujących liter:
| A | B | Ċ | D | E | F | Ġ | G | Għ | H | Ħ | I | Ie | J | K | L | M | N | O | P | Q | R | S | T | U | V | W | X | Ż | Z |

C i Y nie występują w alfabecie.